# Бокаши (ферментирование)

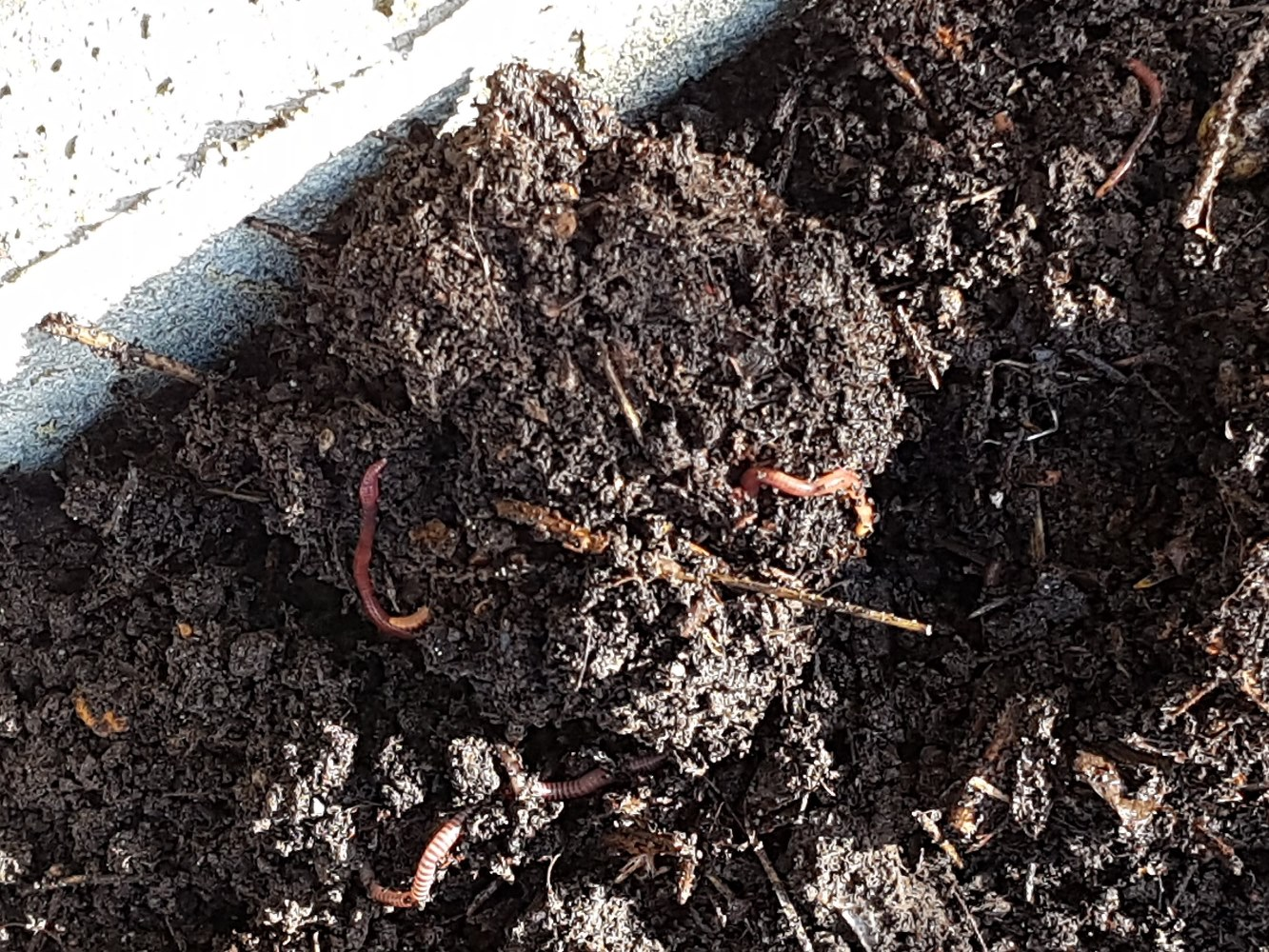
Кусок почвы с местными червями, удобренный за несколько недель до этого ферментированным веществом бокаши

Бокаши — это процесс преобразования пищевых отходов и аналогичных органических веществ в почвенную добавку, которая добавляет питательные вещества и улучшает текстуру почвы. Он отличается от традиционных методов компостирования по нескольким параметрам. Наиболее важные из них:
- Входящие вещества ферментируются специальными бактериями, а не разлагаются.
- Ферментированное вещество подаётся непосредственно в поле или в сад, не требуя дополнительного времени для созревания.
- В результате практически весь входящий углерод, энергия и питательные вещества попадают в пищевую сеть почвы и не улетучиваются при этом ни с парниковыми газами и теплом, ни с выщелачиванием.

Другие названия, приписываемые этому процессу, включают «компостирование бокаши», «ферментацию бокаши» и «ферментированное компостирование».

## Номенклатура
Название «бокаси» — это транслитерация с японского языка (ぼ か し). Однако японско-английские словари придают этому слову более старое художественное значение: «затенение или градация» изображений — особенно применительно к гравюрам на дереве. Позже это было расширено до пикселизации или затуманивания цензурированных фотографий. Посему, применение этого термина к ферментированному органическому веществу не совсем ясно. Если оба использования связаны между собой, объединяющими понятиями могут быть «изменение» или «исчезновение».
Бокаши как название процесса переработки пищевых отходов позаимствован также и многими другими языками. Как существительное, оно имеет различные значения в зависимости от контекста, в частности, самого процесса, модификатора и ферментированного продукта. Такое разнообразие может привести к путанице. В качестве прилагательного оно квалифицирует любое родственное существительное, такое как ведро бокаси (бытовая емкость для брожения), почва бокаси (после добавления сброженной субстанции) и даже компостирование бокаси. Налицо противоречие в терминах.

## Процесс
Основные этапы процесса:
1. Органические вещества смешиваются с лактобациллами. Они превратят часть поступающих углеводов в молочную кислоту путем гомолактической ферментации.[3]Бытовой контейнер для бокаши с запасом стартера для брожения - отрубей, смешанных с лактобациллами

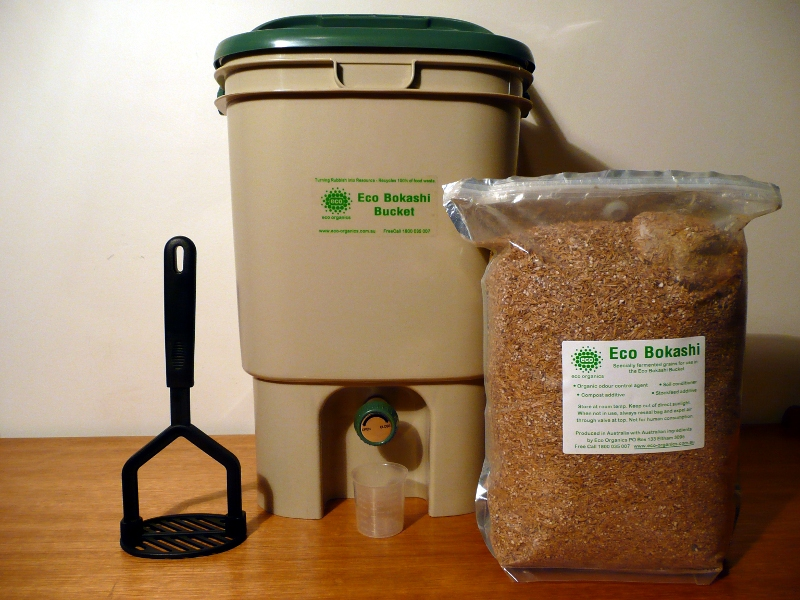
Бытовой контейнер для бокаши с запасом стартера для брожения - отрубей, смешанных с лактобациллами

2. Ферментированное анаэробно в течение нескольких недель при обычных комнатных температурах в герметичном сосуде, органическое вещество изменяется и сохраняется в процессе, схожем с производством некоторых ферментированных продуктов и силоса. Полученную субстанцию обычно наносят на почву по мере готовности или хранят в закрытом виде для дальнейшего использования.
3. Ферментированную субстанцию заделывают в почву. Это подвергает ее воздействию воздуха, после чего молочная кислота окисляется до пирувата, основного энергоносителя в биологических процессах.
4. Окисленная субстанция вскоре потребляются местной почвенной жизнью и окончательно «исчезает» в течение нескольких недель при нормальной температуре. Действие дождевых червей обычно заметно выше в таких почвах, так что измененная почва приобретает текстуру, напоминающую биогумус.

## Характеристики

### Допустимое сырье

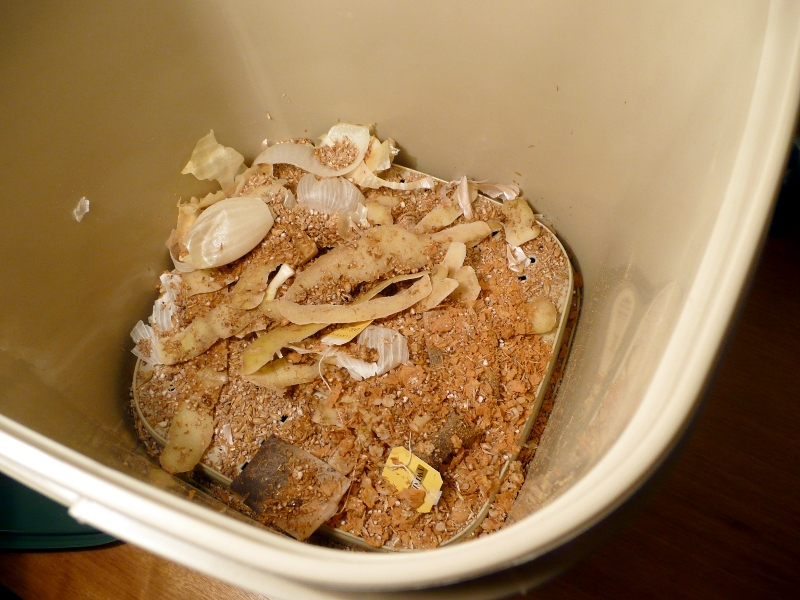
Внутри недавно заложенного ведра бокаши. Для дренажа на низ ведра подкладывают перфорированную пластину. Сверху посыпают слоем отрубей

Этот процесс обычно применяется к пищевым отходам домашних хозяйств, рабочих мест и предприятий общественного питания, поскольку такие отходы обычно содержат значительную долю углеводов. Его применяют к другим органическим отходам путем добавления углеводов и, следовательно, производства молочной кислоты. Рецепты крупномасштабного бокаши в садоводстве часто включают рис, патоку или сахар. От этого выиграет любой поток отходов с низким содержанием углеводов.
С помощью гомолактической ферментации можно перерабатывать значительно больше пищевых отходов, чем обычным компостированием. Для брожения больших кусков может потребоваться больше времени, а вогнутые поверхности могут задерживать воздух, и в таких случаях в справочной литературе рекомендуется их предварительно порезать.
Кусочки пищевых отходов, которые уже сильно подгнили или имеют следы зеленой или черной плесени, не годятся. В них обитают разлагающие организмы, которые могут нарушить процесс брожения.

### Выбросы

#### Углерод, газы и энергия
Гомолактическая ферментация не выделяет газа; его уравнение в общем виде: C6H12O6 (углевод) → 2 CH3CHOHCOOH (молочная кислота). Это умеренно эндотермическая реакция без выделения энергии; емкость для брожения остается при комнатной температуре.
Это резко контрастируют с процессом биодеградации, в ходе которого исходное углеводное сырье и энергия в процессе разложения преобразуется большей частью в парниковые газы (двуокись углерода и метан в пропорциях, зависящих от метода разложения) и в тепло (при аэробном разложении) В процессе также теряется азот, являющийся основным питательным веществом для растений.

#### Дренаж
Когда начинается брожение, физические структуры исходного сырья разрушаются, и находящаяся в них вода высвобождается. Она может составлять более 10 % от общего веса. Количество зависит от исходного сырья: например, мякоть огурца и дыни приводит к заметному увеличению выделяемой жидкости.
Вместе с жидкостью вымываются ценные белки, питательные вещества и молочная кислоты. Для их извлечения и во избежание затопления ферментации стоки улавливаются из емкости для ферментации либо через кран, либо в основу из абсорбирующего материала, такого как биоуголь или использованный картон, либо в нижнюю камеру. Сток иногда называют «чаем бокаши».
Использование «чая бокаши» отличается от использования «компостного чая». Он используется наиболее эффективно, если им сразу после сбора опрыскать заранее подготовленный участок почвы. Тем самым полезные питательные элементы, содержащиеся в «чае бокаши», достигнут почвенной экосистемы. Если чай аэрировать, например, путем энергичного перемешивания, содержащаяся в нём молочная кислота окислится до пирувата, делаясь менее опасным для растений. Другие виды использования могут быть потенциально опасными (например, подкормка растений кислой водой) или расточительными (например, прочистка дренажа питательными веществами для растений, подкормка растений белками, которые они не могут усвоить).

### Объемы
Бытовые контейнеры («контейнеры для бокаши») обычно вмещают 5–10 кг. Такой объем образуется за несколько недель. Рекомендуется открывать контейнер для бокаши не чаще, чем один раз в день, чтобы преобладали анаэробные условия. Посему стоит накапливать пищевые отходы в отдельной емкости, чтобы часто не открывать контейнер.
В садоводческих условиях объемы могут быть на несколько порядков больше. Силосную технологию можно использовать, если она приспособлена для улавливания стока. Техника промышленного масштаба имитирует валки крупномасштабного компостирования, за исключением того, что валки бокаши уплотняются, плотно накрываются и оставляются нетронутыми, чтобы создать анаэробные условия. Одно из исследований предполагает, что такие валки теряют лишь незначительное количество углерода, энергии и азота.

### Гигиена
Бокаши по своей природе гигиеничен в следующих смыслах:
Молочная кислота — сильный природный бактерицид с хорошо известными антимикробными свойствами. По мере роста концентрации молочной кислоты процесс ферментации бокаши замедляется и, в конечном итоге, вовсе самостоятельно останавливается, так как производящие кислоту лактобациллы подавляются. Есть также свидетельства того, что мезофильная (при температуре окружающей среды) ферментация убивает яйца червя Ascaris — паразита человека — за 14 дней.
Емкость для брожения не выделяет запахов, когда она закрыта. Домашнюю емкость стоит открывать только на минуту или около того, чтобы добавить новых отходов и бактерий или слить излишнюю влагу через дренажный кран. В это время пользователь сталкивается с кислым запахом лактоброжения (часто описываемым как «рассол»), который гораздо менее неприятен, чем запах от гниения.
Герметично закрытое ведро для брожения не может привлекать насекомых.
В литературе бокаши утверждается, что падальщики не любят ферментированное вещество и избегают его.

### Добавка в почву
Перебродившие бокаши добавляются в подходящий участок почвы. Способ внесения, который обычно рекомендуют поставщиками бытового бокаши, заключается в следующем: «Выкопайте траншею в земле в своем саду, добавьте мусор и засыпьте».
На практике сложно регулярно находить в саду подходящие участки для траншей, на которых в будущем можно организовать грядки. Альтернативой для решения этой проблемы является т. н. «почвенная фабрика». Это специально отведенный участок земли, в который заделывают новые партии перебродившего бокаши. Потом почву из этого места можно использовать как удобрение в другом месте. Участок может иметь почти любой размер и расположен в разных местах, а не в одном и том же месте. Можно прикрыть участок проволочной сеткой чтобы животные не раскапывали участок. Также можно вносить обедненную почву или компост, а также вносить иные органические добавки, такие как биоуголь, а также неферментированный материал, правда в этом случае граница между бокаши и компостированием становится размытой.
Предлагаемая альтернатива заключается в гомогенизации (и, возможно, разбавление) ферментированного методом бокаши сырья до состояния жидкого навоза, который затем можно вносить по всей поверхности почвы. Этот подход требует затраты энергии для гомогенизации, но, исходя из приведенных выше характеристик, должен иметь несколько преимуществ: более тщательное окисление сырья; нет необходимости нарушать более глубокие слои почвы; малая привлекательность для грызунов и птиц; возможно применять на больших площадях; и, если делать это неоднократно, может поддерживать более обширную почвенную экосистему.

## История
По словам производителя товаров для бокаши, «считается, что эта практика уходит корнями в древнюю Корею». Согласно этой практике сбраживание отходов происходит непосредственно в почве с использованием местных бактерии, а также в анаэробной среде, которая обеспечивается за счет надежного захоронения отходов. Модернизированный метод садоводства под названием Korean Natural Farming включает ферментацию местными микроорганизмами, собранными на месте, но также имеет множество других элементов. Коммерческий японский метод бокаши был разработан Теруо Хига в 1982 году под торговой маркой «EM» (сокращение от «Эффективные микроорганизмы»). EM стала самой известной формой бокаши во всем мире, в основном в быту, и, как утверждается, она распространяет свою продукцию в более чем в 120 странах.
Хотя никто не оспаривает, что EM запускает гомолактическую ферментацию, что приводит к улучшению почвы, другие утверждения были решительно оспорены. Споры частично связаны с другими видам использования, таким как прямое внесение ЭМ в почву и кормление животных ЭМ, а частично с тем, вызваны ли положительные эффекты от внесения в почву ферментированного материала просто содержащейся в ней энергии и питательными веществами, а не с особыми микроорганизмами. Возможно, излишний акцент на ЭМ-организмах отвлекло научное внимание как от процесса бокаши в целом, так и от особой роли в нем молочной кислоты и пирувата, а также почвенного процессам на ином, нежели чем бактериальном уровне.

## Альтернативные подходы
Некоторые фотосинтезирующие бактерии и дрожжи в составе ЭМ-организмов бокаши могут быть бесполезными, поскольку они сначала подавляются темной анаэробной средой гомолактической ферментации, а затем уничтожаются ее молочной кислотой. А посему некоторые производители стремятся снизить затраты и расширить масштабы производства. Сообщается об успехе при применение следующих подходов:
- микроорганизмы, собранные самостоятельно, проверенные на лактоферментацию;[17][18]
- Только лактобациллы, то есть без других ЭМ микроорганизмов;[19] одним из таких источников является кислая сыворотка из йогурта ;[20]
- альтернативные субстраты для инокулянта, такие как газетная бумага;
- самодельные герметичные сосуды для брожения;
- использование больших объемов, нежели используются в домашних контейнерах за счет объединения домохозяйств в группы мелких фермеров.[21]

## Использование
Основное применение бокаши, описанное выше, — извлечение ценности из органических отходов путем их преобразования в почву.
В Европе продукты питания и напитки, отправляемые на корм животным, не считаются отходами, поскольку это рассматривается как «перераспределение». Это может относиться и к бокаши, приготовленному из пищевых отходов, потому что такие отходы возвращаются обратно в пищевую цепочку почвы и, кроме того, по своей природе не содержат патогенов.
Дополнительным эффектом ферментирование с помощью метода бокаши является уменьшение нагрузки на систему управления отходами и связанных с этим затрат на сбор и переработку. Например, для поощрения ферментирование, большинство местных властей Великобритании субсидируют домашние стартовые наборы бокаши в рамках Национальной системы домашнего компостирования.
Другой побочный эффект — увеличение содержания органического углерода в удобренной таким способом почве. Некоторые из них являются относительно долгосрочными поглотителями углерода — поскольку почвенная экосистема создает гумус — а некоторые являются временными до тех пор, пока более богатая экосистема поддерживается такими мерами, как постоянные посадки, нулевая обработка почвы и органическое мульчирование. Пример можно увидеть на Ferme du Bec Hellouin во Франции. Таким образом, у метода бокаши есть потенциал позволяющий ускорить преобразование сельского хозяйства из химического в органическое и, тем самым восстанавливать деградировавшую почву. Кроме того можно развивать городское и пригородное садоводство вблизи источников био-разлагаемых ресурсов.
Антипатогенная природа бокаши применяется в санитарии, в частности, для обработки фекалий. Оборудование и материалы для обработки фекалий домашних животных хоть и продаются в промышленном исполнение, но не всегда учитывают гигиенические риски. Переработка человеческих фекалий с использованием лактобацилл в удобрение для почвы также была тщательно изучена, в частности, с использованием биоугля (который и сам является почвенным улучшителем) который способствует удалению запахов и сохранению питательных веществ. Несомненно, социальное предубеждение является серьезным препятствием на пути массового внедрения, но для таких нишевых решений как оказание помощи в экстренных ситуациях, массовые мероприятия на открытом воздухе и временные рабочие места, могут превратить эту технологию в революционную инновацию.